# 卡斯滕·博尔夏特
卡斯滕·博尔夏特（德語：Carsten Borchardt，1977年5月9日—），德国男子赛艇运动员。他曾代表德国参加意大利米兰举行的2003年世界赛艇锦标赛，获得男子轻量级八人单桨有舵手金牌。